# Rio Mandacaru
O rio Mandacaru é um curso d'água brasilleiro que banha a cidade de João Pessoa, capital do estado da Paraíba. Nasce numa colina denominada «Boiçó», na zona central de João Pessoa, entre os bairros dos Ipês, Alto do Céu e dos Estados, e deságua no rio Paraíba, defronte à ilha Stuart e tem como afluente principal é o Jaguaribe.
A atividade econômica mais relevante na microbacia do Mandacaru é a piscicultura e coleta de crustáceos pelos moradores ribeirinhos. Apesar de ainda produzir esse recurso econômico, pesquisas de 2010 demonstraram que as águas do baixo curso do Mandacaru encontram-se com níveis de poluição bem acima do que é considerado aceitável ambientalmente.

## Etimologia
Mandacaru vem do tupi mãdaka'ru ou iamanaka'ru, que significa «espinhos em grupo que fazem mal, danificam», em referência à planta cactácea.